# Helsingfors och Nylands sjukvårdsdistrikt

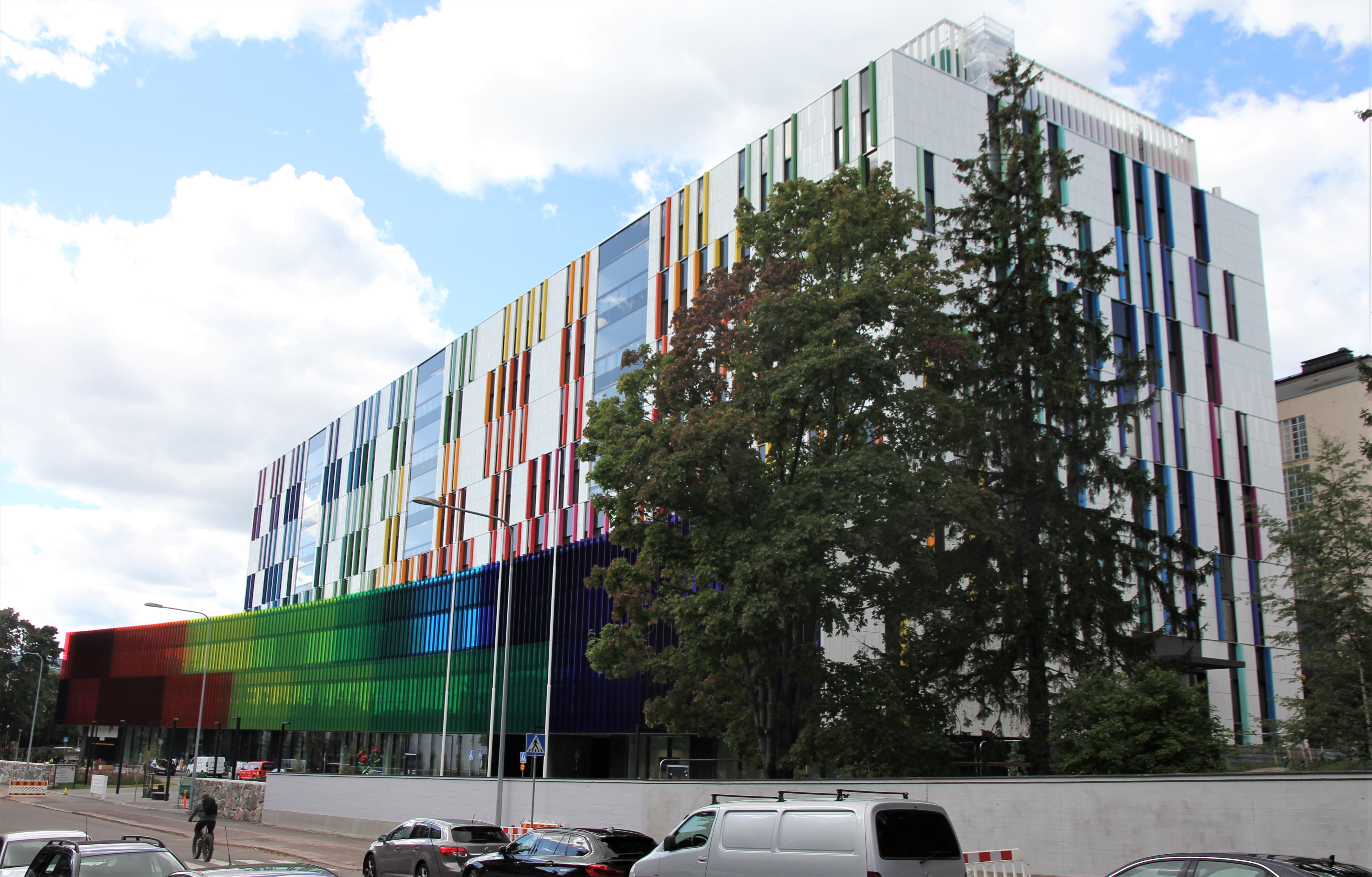
Barnsjukhuset i Helsingfors

Samkommunen Helsingfors och Nylands sjukvårdsdistrikt (HNS, finska: Helsingin ja Uudenmaan sairaanhoitopiiri eller HUS) var Finlands största sjukvårdsdistrikt. Samkommunen ersattes 1 januari 2023 av de nya välfärdsområdena samt av Helsingfors stad (som inte ingår i något välfärdsområde). Verksamheten övergick vid samma tillfälle till HUS-sammanslutningen, på finska HUS-yhtymä, som är en välfärdssammanslutning enligt lagen om välfärdsområden. Välfärdsområdena i Västra Nyland, Mellersta Nyland, Östra Nyland, Vanda och Kervo samt Helsingfors stad är medlemmar i HUS-sammanslutningen.
Distriktet bestod av fem sjukvårdsområden: HUCS, Hyvinge, Lojo, Borgå och Västra Nyland samt 24 medlemskommuner som sammanlagt hade nästan 1,7 miljoner invånare. HNS specialansvarsområde har 2,2 miljoner invånare.
HNS var Finlands största aktör inom hälso- och sjukvården och var den näst största arbetsgivaren i landet. Distriktet ansvarade för vissa tjänster inom den specialiserade sjukvården utifrån från universitetssjukhusens specialansvarsområden. Till HNS specialansvarsområde hörde förutom HNS Södra Karelens, Kymmenedalens och Päijänne-Tavastlands sjukvårdsdistrikt.
HNS ansvarade på riksnivå för den mest avancerade specialsjukvården i Finland, vilket omfattar behandling och forskning rörande sällsynta och svåra sjukdomar.
Matti Bergendahl tillträdde som verkställande direktör för HNS i februari 2022.

## Medlemskommuner
HNS var en samkommun som omfattar samtliga kommuner i Nyland, förutom Pukkila och Mörskom som tillhörde Päijänne-Tavastland välfärdssamkommun.
| - Askola - Esbo - Hangö - Helsingfors - Hyvinge - Ingå | - Träskända - Högfors - Grankulla - Kervo - Kyrkslätt - Lappträsk | - Lojo - Lovisa - Mäntsälä - Nurmijärvi - Borgnäs - Borgå | - Raseborg - Sibbo - Sjundeå - Tusby - Vanda - Vichtis |

## Statistik
År 2021 fanns det i distriktet:
- 17 000 nyfödda
- 27 000 anställda
- 670 000 patienter
- 87 000 operationer
- 420 transplantationer